# Kim Won-ho
Kim Won-ho (em coreano:  김원호; Suwon, 2 de julho de 1999) é um jogador de badmínton sul-coreano.

## Carreira
Kim é filho do medalhista de ouro olímpico Gil Young-ah. Quando foi educado na Maewon High School, ele competiu no Campeonato Asiático Júnior de 2016 e ganhou as medalhas de prata nas duplas mistas e no evento por equipes. Ele também foi medalhista de bronze no Campeonato Mundial Júnior de 2017 nas duplas masculinas e no evento por equipes. Ele foi o jogador mais jovem da seleção coreana que competiu na Copa Sudirman de 2017. Ele jogou uma partida, na eliminatória de abertura com a Rússia na fase de todos contra todos. Na rodada final, a Coreia conquistou o título após derrotar a China pelo placar de 3 a 2.
Ele foi medalhista de prata nas duplas masculinas nos Jogos Asiáticos de 2022. Ele fez parte da equipe vencedora da Coreia na Copa Sudirman de 2017. Kim atingiu o recorde de sua carreira como número 5 do mundo nas duplas mistas com Jeong Na-eun e número 9 do mundo nas duplas masculinas com Choi Sol-gyu.
Nos Jogos Olímpicos de Verão de 2024, em Paris, conquistou a medalha de prata na disputa de duplas mistas, ao lado de Na-eun.